# Измарухово
Измарухово — деревня в Великоустюгском районе Вологодской области.
Входит в состав Покровского сельского поселения, с точки зрения административно-территориального деления — в Покровский сельсовет.
Расстояние по автодороге до районного центра Великого Устюга — 43 км, до центра муниципального образования Ильинского — 13 км.
По переписи 2002 года население — 96 человек (45 мужчин, 51 женщина). Всё население — русские.
По состоянию на 1 января 2014 года население составляло 37 человек, количество домохозяйств — 18.